# NGC 54
NGC 54 ist eine Spiralgalaxie mit ausgedehnten Sternentstehungsgebieten vom Hubble-Typ Sa im Sternbild Walfisch südlich der Ekliptik. Wir sehen diese Galaxie im „Halbprofil“, was es erschwert, sie genau zu klassifizieren. Sie ist schätzungsweise 242 Millionen Lichtjahre von der Milchstraße entfernt und hat einen Durchmesser von etwa 90.000 Lichtjahren.

Im selben Himmelsareal befinden sich u. a. die Galaxien NGC 47, NGC 50, NGC 61, NGC 64.
Das Objekt wurde im Jahre 1886 von dem deutschen Astronomen Ernst Wilhelm Leberecht Tempel entdeckt.